# ماریا باکالوا
ماریا باکالوا (بلغاری: Мария Бакалова؛ زادهٔ ۴ ژوئن ۱۹۹۶) بازیگر بلغاری-آمریکایی است. وی از سال ۲۰۱۵ میلادی تاکنون مشغول فعالیت بوده‌است. او بیشتر بابت نقش‌آفرینی در نقش توتار ساگدیف در فیلم ۲۰۲۰ بورات ۲ و همچنین فیلم حباب شناخته می‌شود.